# GHRHR
GHRHR (англ. Growth hormone releasing hormone receptor) – білок, який кодується однойменним геном, розташованим у людей на короткому плечі 7-ї хромосоми. Довжина поліпептидного ланцюга білка становить 423 амінокислот, а молекулярна маса — 47 402.
| 10         |  | 20         |  | 30         |  | 40         |  | 50         |
| ---------- |  | ---------- |  | ---------- |  | ---------- |  | ---------- |
| MDRRMWGAHV |  | FCVLSPLPTV |  | LGHMHPECDF |  | ITQLREDESA |  | CLQAAEEMPN |
| TTLGCPATWD |  | GLLCWPTAGS |  | GEWVTLPCPD |  | FFSHFSSESG |  | AVKRDCTITG |
| WSEPFPPYPV |  | ACPVPLELLA |  | EEESYFSTVK |  | IIYTVGHSIS |  | IVALFVAITI |
| LVALRRLHCP |  | RNYVHTQLFT |  | TFILKAGAVF |  | LKDAALFHSD |  | DTDHCSFSTV |
| LCKVSVAASH |  | FATMTNFSWL |  | LAEAVYLNCL |  | LASTSPSSRR |  | AFWWLVLAGW |
| GLPVLFTGTW |  | VSCKLAFEDI |  | ACWDLDDTSP |  | YWWIIKGPIV |  | LSVGVNFGLF |
| LNIIRILVRK |  | LEPAQGSLHT |  | QSQYWRLSKS |  | TLFLIPLFGI |  | HYIIFNFLPD |
| NAGLGIRLPL |  | ELGLGSFQGF |  | IVAILYCFLN |  | QEVRTEISRK |  | WHGHDPELLP |
| AWRTRAKWTT |  | PSRSAAKVLT |  | SMC        |  |            |  |            |

A: Аланін

C: Цистеїн

D: Аспарагінова кислота

E: Глутамінова кислота

F: Фенілаланін

G: Гліцин

H: Гістидин

I: Ізолейцин

K: Лізин

L: Лейцин

M: Метіонін

N: Аспарагін

P: Пролін

Q: Глутамін

R: Аргінін

S: Серин

T: Треонін

V: Валін

W: Триптофан

Кодований геном білок за функціями належить до рецепторів, g-білокспряжених рецепторів, білків внутрішньоклітинного сигналінгу. 
Локалізований у клітинній мембрані, мембрані.